# Grupo Folclórico Ucraniano Vesselka
El Grupo Folclórico Ucraniano Vesselka es una asociación cultural sin fines de lucro de la ciudad de Prudentópolis, en Brasil.
Pertenece a la Parroquia São  Josafat de la Iglesia greco-católica ucraniana. Cuenta con más de 80 miembros que se dividen en tres grupos de baile: Grupo Infantil, Grupo Juvenil y Grupo Adulto.
Tiene como objetivo principal el estudio, promoción, realización y divulgación de la cultura ucraniana por medio de danzas, cantos, teatro, musicales y tradiciones folclóricas.
Es uno de los grupos ucranianos más antiguos de Brasil, junto al Barvinok (Curitiba), el Kalena (União da Vitória) y el Poltava (Curitiba). Forman parte de la Representación Central Ucraniano-Brasileira, una organización sin fines de lucro que nuclea a diversas asociaciones de la diáspora ucraniana en Brasil.
En idioma ucraniano, Vesselka (веселка) significa arcoiris y simboliza la unión de Dios con sus seguidores. Es un símbolo de amor y fidelidad. El grupo eligió este nombre, ya que sus integrantes vinieron a preservar el amor de Dios y la fidelidad de sus tradiciones que caracterizan al alma ucraniana.
El grupo es reconocido nacionalmente, contando con participaciones en diversos festivales, shows en ferias y congresos. Su presentación en la Feria Nacional de Arte y Cultura de Foz do Iguaçu (FENARTEC) ha sido un total éxito, habiendo participado en 18 ediciones consecutivas.
Tuvieron a su cargo la organización de cuatro ediciones del Festival Nacional de Danzas Ucranianas en los años 1997, 2001, 2008 y 2018.
Desde 1991, organizan anualmente en el Centro Parroquial San Josafat la "Noche Ucraniana", un evento que combina gastronomía y danzas típicas.

## Historia

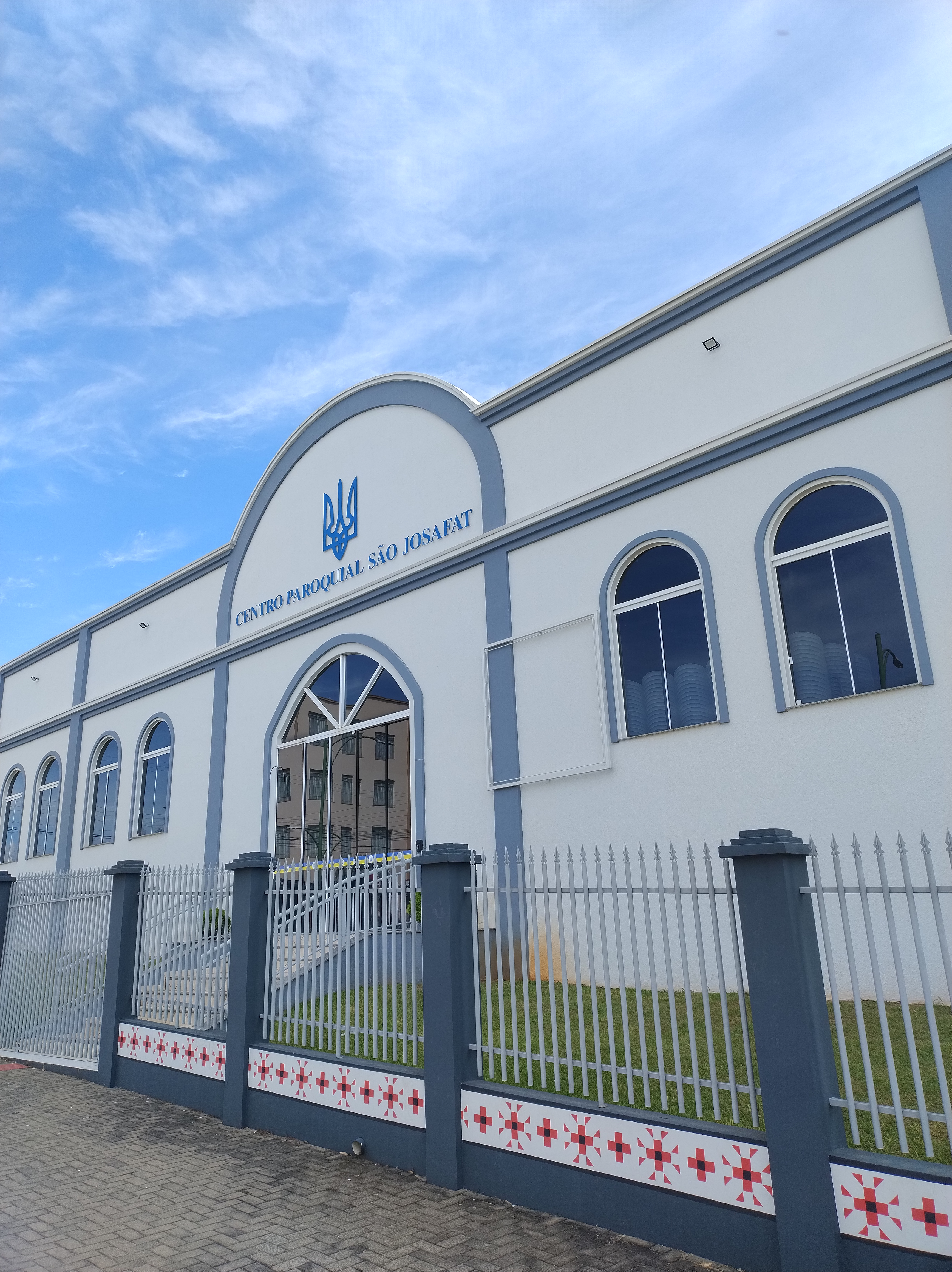
El Centro Parroquial San Josafat.

Entre 1912 y 1917 fue construida en Prudentópolis la "Casa del Pueblo" (Народний дім) bajo la supervisión del Padre Marquiano Skirpan de la Orden de San Basilio Magno. Este lugar fue centro de reuniones, lecturas, ensayos, presentaciones de teatro y conciertos en homenaje a figuras célebres de Ucrania. También surgió un grupo de jóvenes interesados en promover eventos culturales.
Este grupo existió por muchos años hasta el surgimiento del "Grupo Infantil Amateur" (Діточий Аматорський Гурток), fundado el 1 de agosto de 1958, por el padre Efraim Krevey de la iglesia greco-católica ucraniana y que estuvo bajo la coordinación de las Catequistas del Sagrado Corazón de Jesús Nádia Shulan e Ana Hotz. Su objetivo era dedicarse al estudio de la lengua ucraniana, las artes y los cantos. Simultáneamente comenzaron a ensayar danzas típicas ucranianas. Las clases eran dirigidas por el profesor Estefano Samila, quien organizó un curso intensivo de danzas y continuó supervisando ensayos regularmente.
En 1978 cambian el nombre al de "Grupo Folclórico Ucraniano Brasileiro Vesselka" y el 21 de septiembre de ese año hacen su primera presentación fuera de Prudentópolis en el municipio de Ivaí, en la fiesta en conmemoración por el 50° aniversario de la Parroquia del Sagrado Corazón de Jesus de aquel poblado. A partir del cambio de nombre, las danzas fueron renovadas y la producción de los nuevos trajes comenzaron a ser bordados a mano por miembros de la comunidad.

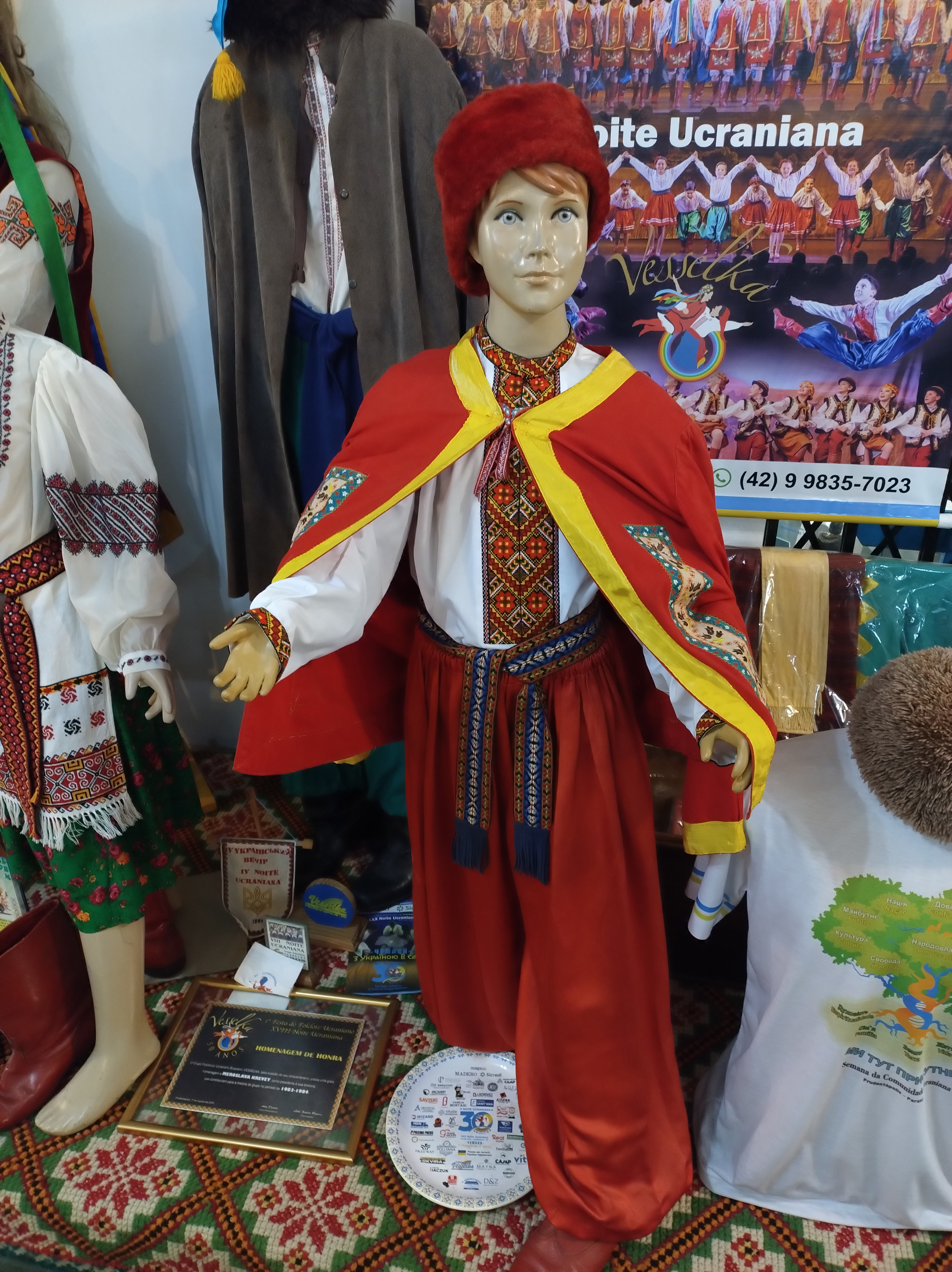
Traje típico ucraniano perteneciente al Grupo Vesselka.

La década de 1980 fue crucial para el desarrollo del Grupo Folclórico Vesselka, marcado por investigaciones y talleres sobre danzas ucranianas que enriquecieron sus coreografías, manteniendo el nacionalismo y las tradiciones de Ucrania. Elementos simbólicos como el pan y la sal, que representan abundancia y riqueza, continuaron siendo parte esencial de sus presentaciones.
En 1989, se aprobó el estatuto social del grupo, definiéndolo como una asociación civil sin fines de lucro, con sede en Prudentópolis, destinada a promover y difundir la cultura ucraniana y brasileña a través de diversas expresiones artísticas. Ese mismo año, el grupo fue declarado de Utilidad Pública Municipal, seguido por reconocimientos estatales en 1994 y federales en 1996. Esto consolidó su importancia cultural y su contribución al desarrollo artístico de la región.
En 1991, surgió la necesidad de crear un evento para mostrar su trabajo en Prudentópolis y recaudar fondos, lo que llevó a la organización de la 1ª Noche Ucraniana. Este evento incluye desfiles de trajes típicos de diferentes regiones de Ucrania, cenas con comida tradicional, presentaciones musicales con banduras, actuaciones del grupo Vesselka y exposiciones fotográficas. Se celebra anualmente el primer sábado de agosto, coincidiendo con el aniversario del grupo y las festividades del municipio.
En el mismo período, con el crecimiento de grupos de danza ucraniana en Paraná, nació el Festival Nacional de Danzas Ucranianas para preservar las tradiciones culturales y fomentar la integración entre los grupos folclóricos. Este festival, apoyado por la Asociación de la Juventud Ucraniano-Brasileña, se realiza cada año en diferentes ciudades del sur de Brasil.
En sus primeras ocho ediciones, el evento se llamó Festival Nacional de Danza Ucraniana Hopak, ya que todos los grupos presentaban esta danza emblemática. A partir de 2002, pasó a denominarse Festival Nacional de Danzas Ucranianas, permitiendo que cada grupo presente diferentes danzas representativas de diversas regiones de Ucrania, ofreciendo un espectáculo variado y culturalmente enriquecedor.